# Horst Joachim Rheindorf

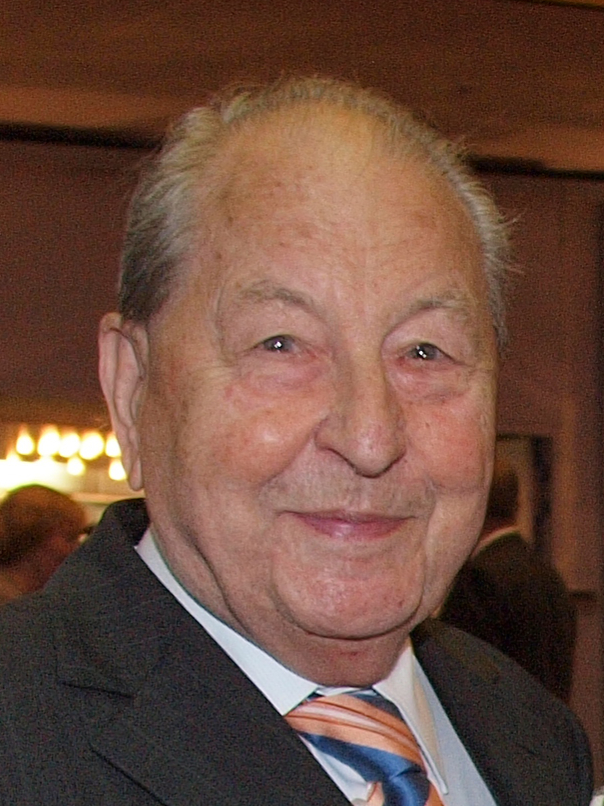
Horst Joachim Rheindorf – DÄT 2011

Horst Joachim Adolf August Rheindorf (* 6. Mai 1922 in Kassel; † 8. Mai 2018 in Bad Homburg vor der Höhe) war ein deutscher Mediziner und ärztlicher Standespolitiker.

## Leben und Wirken
Horst Joachim Rheindorf studierte nach Abitur und Kriegseinsatz als Infanterist und im Sanitätsdienst Medizin an der Medizinischen Fakultät der Philipps-Universität Marburg von 1943 bis 1950 und wurde dort zum Dr. med. promoviert. Nach klinischer Tätigkeit bis 1953 in der Frauenklinik und der Medizinischen Klinik der Universität Marburg war er von 1953 an hauptamtlich in der ärztlichen Selbstverwaltung in Hessen tätig – von 1956 bis zu seiner Pensionierung 1987 als ärztlicher Geschäftsführer.
Auf seine Initiative hin wurden die Akademie für ärztliche Fortbildung und Weiterbildung der Landesärztekammer Hessen und die Carl-Oelemann-Schule in Bad Nauheim gegründet.

## Auszeichnungen
- Ernst-von-Bergmann-Plakette der Bundesärztekammer 1971
- Verdienstkreuz 1. Klasse 1972
- Bernhard-Christoph-Faust-Medaille des Landes Hessen 1982
- Großes Verdienstkreuz 1983
- Korrespondierendes Mitglied der Deutschen Gesellschaft für Allgemeinmedizin und Familienmedizin DEGAM 1983
- Ehrenmitglied des Bundesverbandes Deutscher Schriftstellerärzte 1986
- Paracelsus-Medaille 1997
- Großes Verdienstkreuz mit Stern 2002